# سيدني هوارد (ممثل)
سيدني هوارد (بالإنجليزية: Sydney Howard)‏ هو ممثل بريطاني (وحمل سابقاً جنسية المملكة المتحدة لبريطانيا العظمى وأيرلندا)، ولد في 7 أغسطس 1884 في المملكة المتحدة، وتوفي في 12 يونيو 1946 بلندن في المملكة المتحدة.

## وصلات خارجية
- سيدني هوارد على موقع IMDb (الإنجليزية)
- سيدني هوارد على موقع ديسكوغز (الإنجليزية)
- سيدني هوارد على موقع قاعدة بيانات الفيلم (الإنجليزية)